# Landtagswahlkreis Nordfriesland-Süd
Der Landtagswahlkreis Nordfriesland-Süd (Wahlkreis 2) ist ein seit 2012 bestehender Landtagswahlkreis in Schleswig-Holstein.
Der Landtagswahlkreis Husum-Eiderstedt ging zusammen mit dem größten Teil des Landtagswahlkreises Husum-Land im neuen Landtagswahlkreis Husum auf. Dieser umfasst die Städte Friedrichstadt, Husum und Tönning, die Gemeinde Reußenköge, die Ämter Eiderstedt, Nordsee-Treene, Pellworm und Viöl sowie vom Amt Mittleres Nordfriesland die Stadt Bredstedt und die Gemeinden Ahrenshöft, Almdorf, Bohmstedt, Breklum, Drelsdorf, Sönnebüll, Struckum und Vollstedt. Bereits bei den Landtagswahlen 1946 und 1950 gab es einen Landtagswahlkreis Husum, der zur Wahl 1954 im Wahlkreis Husum-Eiderstedt aufgegangen ist.

## Veränderungen zur Landtagswahl 2017
Zur Landtagswahl 2017 wurde der Wahlkreis in Landtagswahlkreis Nordfriesland-Süd umbenannt. Die bisher zum Wahlkreis gehörenden Teile des Amtes Mittleres Nordfriesland wurden zum Landtagswahlkreis Nordfriesland-Nord gelegt.

## Landtagswahl 2022
| Gegenstand der Nachweisung | Gegenstand der Nachweisung | Erst- stimmen | Erst- stimmen | Zweit- stimmen | Zweit- stimmen |
| Bewerber                   | Partei                     | Anzahl        | %             | Anzahl         | %              |
| -------------------------- | -------------------------- | ------------- | ------------- | -------------- | -------------- |
| Wahlberechtigte            | Wahlberechtigte            | 62.344        | 62.344        | 62.344         | 62.344         |
| Wähler                     | Wähler                     | 39.804        | 39.804        | 39.804         | 39.804         |
| Ungültige Stimmen          | Ungültige Stimmen          | 433           | 1,1           | 236            | 0,6            |
| Gültige Stimmen            | Gültige Stimmen            | 39.371        | 98,9          | 39.568         | 99,4           |
| davon                      |                            |               |               |                |                |
| Michel Deckmann            | CDU                        | 15.893        | 40,4          | 18.129         | 45,8           |
| Marc Timmer                | SPD                        | 6.561         | 16,7          | 5.687          | 14,4           |
| Silke Backsen              | GRÜNE                      | 6.775         | 17,2          | 5.902          | 14,9           |
| Kristina Schröder          | FDP                        | 2.198         | 5,6           | 2.395          | 6,1            |
| Andrej Clasen              | AfD                        | 1.453         | 3,7           | 1.432          | 3,6            |
| Benjamin Grimm             | DIE LINKE                  | 635           | 1,6           | 490            | 1,2            |
| Lars Harms                 | SSW                        | 5.856         | 14,9          | 4.252          | 10,7           |
| –                          | PIRATEN                    |               |               | 172            | 0,4            |
| –                          | FREIE WÄHLER               | 107           | 0,3           |                |                |
| –                          | Die PARTEI                 | 226           | 0,6           |                |                |
| –                          | Z.                         | 46            | 0,1           |                |                |
| –                          | dieBasis                   | 328           | 0,8           |                |                |
| –                          | Die Humanisten             | 44            | 0,1           |                |                |
| –                          | Gesundheitsforschung       | 34            | 0,1           |                |                |
| –                          | Tierschutzpartei           | 248           | 0,6           |                |                |
| –                          | Volt                       | 76            | 0,2           |                |                |

Neben dem Wahlkreissieger Michel Deckmann, der erstmals den Wahlkreis gewinnen konnte, wurden jeweils erstmals die Direktkandidaten der Grünen, Silke Backsen, und der SPD, Marc Timmer, sowie erneut Lars Harms (SSW, seit 2000 Landtagsabgeordneter), über die Landeslisten ihrer jeweiligen Parteien in den Landtag gewählt.

## Landtagswahl 2017
Die Landtagswahl 2017 erbrachte folgendes Ergebnis:
| Direktkandidat | Partei     | Erststimmen in % | Zweitstimmen in % |
| -------------- | ---------- | ---------------- | ----------------- |
| Klaus Jensen   | CDU        | 41,3             | 34,2              |
| Ralf Heßmann   | SPD        | 31,4             | 26,2              |
| Danny Greulich | GRÜNE      | 7,2              | 11,6              |
| Rüdiger Kohls  | FDP        | 6,2              | 11,4              |
| Friederike Mey | PIRATEN    | 1,9              | 1,3               |
| Lars Harms     | SSW        | 8,4              | 6,6               |
| Björn Thoroe   | LINKE      | 3,1              | 3,0               |
| —              | FAMILIE    | —                | 0,4               |
| —              | FW         | —                | 0,3               |
| —              | AfD        | —                | 3,9               |
| —              | LKR        | —                | 0,1               |
| —              | Die Partei | —                | 0,5               |
| Lars Schmidt   | Z.SH       | 0,6              | 0,5               |

Neben dem Wahlkreisabgeordneten Klaus Jensen (CDU), der bereits 2012 den Wahlkreis gewinnen konnte, konnte der SSW-Kandidat Lars Harms über die Landesliste seiner Partei in den Landtag einziehen.

## Landtagswahl 2012
Die Landtagswahl 2012 erbrachte folgendes Ergebnis:
| Direktkandidat           | Partei         | Erststimmen in % | Zweitstimmen in % |
| ------------------------ | -------------- | ---------------- | ----------------- |
| Klaus Jensen             | CDU            | 39,6             | 33,7              |
| Stefan Runge             | SPD            | 30,5             | 27,2              |
| Kerstin Mock-Hofeditz    | GRÜNE          | 8,4              | 10,7              |
| Lars Harms               | SSW            | 8,2              | 9,5               |
| Ingrid Käsler            | FDP            | 4,3              | 8,5               |
| Christian Ott            | PIRATEN        | 6,4              | 7,0               |
| Peter-Andreas Burmeister | LINKE          | 1,7              | 1,6               |
| —                        | FAMILIE        | —                | 0,8               |
| Jürgen Töpke             | NPD            | 0,6              | 0,6               |
| —                        | FW             | —                | 0,4               |
| —                        | MUD            | —                | 0,1               |
| Kristof Heitmann         | Einzelbewerber | 0,4              | —                 |

Neben dem Wahlkreisabgeordneten Klaus Jensen (CDU), der den neugebildeten Wahlkreis gewinnen konnte, konnte der SSW-Kandidat Lars Harms über die Landesliste seiner Partei in den Landtag einziehen.

## Bisherige Abgeordnete
Direkt gewählte Abgeordnete des Wahlkreises Nordfriesland-Süd (seit 2017) bzw. des Wahlkreises Husum (1946, 1950 und 2012) waren:
| Jahr | Direktkandidat       | Partei | Erststimmen in % |
| ---- | -------------------- | ------ | ---------------- |
| 2022 | Michel Deckmann      | CDU    | 40,4             |
| 2017 | Klaus Jensen         | CDU    | 41,3             |
| 2012 | Klaus Jensen         | CDU    | 39,6             |
| 1950 | Friedrich Schönemann | FDP    | 29,5             |
| 1946 | Erich Arp            | SPD    | 37,2             |